# Ischémie aiguë de membre

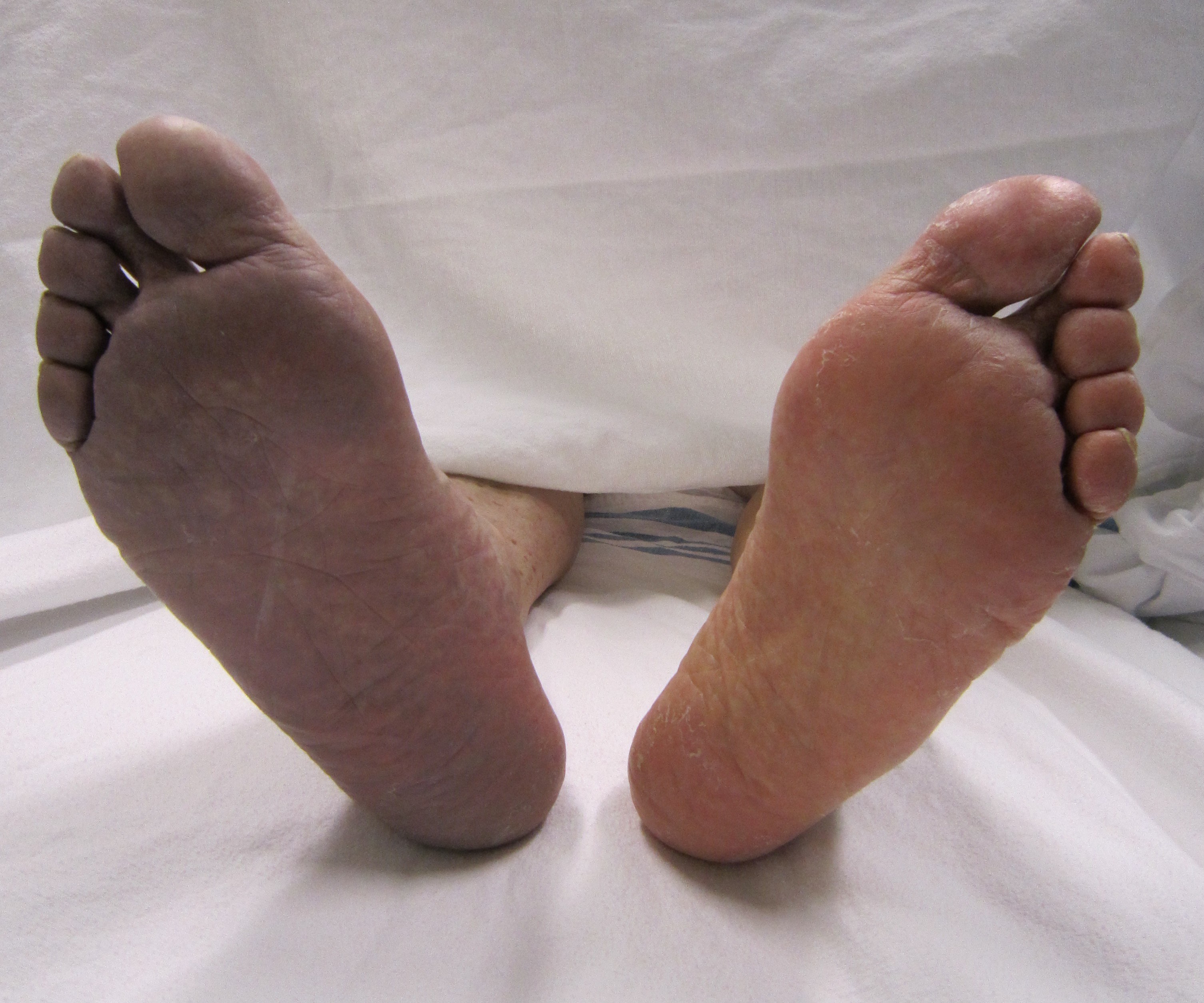
Cyanose de l'extrémité distale du pied droit causée par une thrombose artérielle de la jambe droite à l'origine d'une ischémie aigüe

L'ischémie aiguë de membre est une pathologie d'un membre provoquée par l'occlusion brutale de l'axe artériel et ainsi, une urgence vasculaire à pronostic vital engagé (mortalité : 20 %).
Elle survient le plus souvent après une thrombose sur une artère pathologique ou une embolie sur artère saine.

## Manifestations
Le processus central de l'ischémie est la souffrance tissulaire induite par l'anoxie, les muscles et les tissus n'étant plus alimentés en oxygène.
Les conséquences locales sont :
- une atteinte des nerfs périphériques, provoquant d'abord des paresthésies après 2 à 5 heures d'ischémie, puis une anesthésie totale;
- une rhabdomyolyse, au bout de 6 heures ;
- une atteinte cutanée avec nécrose, plus tardive, indice de lésions irréversibles.

Les symptômes se résument aux 6 P utilisés par les anglophones : pâleur (palor en anglais), absence de pouls (pulseless), douleur (pain), paresthésies (paresthesia), paralysie (paralysis) et froideur (perishingly cold)

## Traitement
Une hospitalisation est indispensable. Une anticoagulation est mise en route. Un traitement antalgique peut être nécessaire.
Le traitement curatif repose sur la reperfusion rapide du membre atteint si cela est possible : embolectomie chirurgicale, pontage.